# Venezuela nos Jogos Olímpicos de Verão de 1976
A Venezuela competiu nos Jogos Olímpicos de Verão de 1976, realizados em Montreal, Canadá.